# عجایب طبیعت (فیلم)
عجایب طبیعت (انگلیسی: Freaks of Nature) فیلمی در ژانر کمدی ترسناک، ترسناک، و کمدی است که در سال ۲۰۱۵ منتشر شد.